# Iłów (gemeente)
De gemeente Iłów is een landgemeente in het Poolse woiwodschap Mazovië, in powiat Sochaczewski.
De zetel van de gemeente is in Iłów.
Op 30 juni 2004 telde de gemeente 6369 inwoners.

## Oppervlakte gegevens
In 2002 bedroeg de totale oppervlakte van gemeente Iłów 128,49 km², waarvan:
- agrarisch gebied: 76%
- bossen: 13%

De gemeente beslaat 17,58% van de totale oppervlakte van de powiat.

## Demografie
Stand op 30 juni 2004:
| Omschrijving                   | Totaal | Totaal | Vrouwen | Vrouwen | Mannen | Mannen |
| ------------------------------ | ------ | ------ | ------- | ------- | ------ | ------ |
| eenheid                        | aantal | %      | aantal  | %       | aantal | %      |
| inwoners                       | 6369   | 100    | 3183    | 50      | 3186   | 50     |
| bevolkingsdichtheid (inw./km²) | 49,6   | 49,6   | 24,8    | 24,8    | 24,8   | 24,8   |

In 2002 bedroeg het gemiddelde inkomen per inwoner 1272,92 zł.

## Sołectwa
Aleksandrów-Wszeliwy, Arciechów-Bieniew, Arciechówek-Obory, Białocin, Brzozowiec, Brzozów Nowy, Brzozówek, Budy Iłowskie-Rokocina, Emilianów Załuskowski, Gilówka Dolna, Gilówka Górna, Giżyce, Giżyczki, Henryków, Iłów, Kaptury-Karłowo, Krzyżyk Iłowski, Lasotka, Lubatka-Szarglew, Łaziska-Leśniaki-Rzepki, Miękinki-Olszowiec, Miękiny-Uderz, Narty, Olunin, Paulinka, Pieczyska Iłowskie, Pieczyska Łowickie, Piotrów, Piskorzec, Przejma, Sadowo, Sewerynów, Brzozów Stary, Stegna, Suchodół-Władysławów-Kępa Karolińska, Wieniec, Wola Ładowska-Łady, Wołyńskie, Zalesie-Dobki, Załusków.
Zonder de status sołectwo : Ostrowce

## Aangrenzende gemeenten
Kiernozia, Kocierzew Południowy, Mała Wieś, Młodzieszyn, Rybno, Sanniki, Słubice, Wyszogród